# Factiva
Factiva es una base de datos comercial de información de prensa, corporativa y comercial ofrecida por Dow Jones. El grupo mediático de Factiva incluye unas 35.000 fuentes de noticias procedentes de 200 países en 26 idiomas, entre ellas diarios, revistas, imágenes y más de 400 agencias de noticias. Exclusivo en Factiva son el The Wall Street Journal y las agencias de noticias de Dow Jones y Reuters. Factiva también proporciona perfiles de empresa, datos financieros y de fondo con datos del mercado y contenido de páginas Webs y Blogs. 

## Historia
Surgió en mayo de 1999 cuando la agencia de noticias inglesa Reuters y la empresa de información financiera Dow Jones & Company decidieron unirse para crear un proyecto común, Dow Jones Reuters Business Interactive, que medio año después recibió el nombre con la que lo conocemos hoy en día, Factiva.
En 2006 Reuters vendió su participación del 50% a la empresa socia, Dow Jones & Company, por un importe equivalente a 128 millones de euros, y por tanto, esta última se quedó con la totalidad de las acciones. Sin embargo, un año después, la empresa pasó a manos de News Corp, la multinacional de comunicación de masas de Rupert Murdoch, empresa propietaria.
Dow Jones también es líder mundial en las bolsas, noticias financieras y de negocios. Además, ayuda a los clientes a minimizar constantemente los riesgos de cumplimiento.
Factiva no solo es una base de datos de información, sino que ha desarrollado módulos en colaboración con Microsoft, Oracle Corp., IBM y Yahoo! y ha colaborado con empresas como EuroSpider, Comintell, PeopleSoft, MediaMap, Biz360, ChoicePoint, BTRadianz, ATHOC y Reuters. Con Microsoft Office, por ejemplo, en 2003 se anexó como una opción de búsqueda más en el panel de búsqueda del programa. El 2005 marcó un punto de inflexión importante en el devenir de la base de datos, ya que la empresa tomó el control de las compañías 2B Reputation Intelligence Limited y Synapse. Esta incorporación permitió desarrollar Synaptic, una herramienta de software y Taxonomy Warehouse, una página web que permite consultar información sobre taxonomía, es decir, la ciencia de la clasificación y de la ordenación. Así pues, en 2008 se publicó Synaptic Central, una página web centrada en los recursos Synaptic donde también se pudiera debatir los términos y vocabulario especializado de la tecnología.

## Búsqueda simple "Free text search"
Con la opción de Free Text podemos utilizar palabras clave y además hacer una búsqueda booleana. Este tipo de búsqueda es posible gracias al sistema Genius, nombre que recibe el asistente de búsquedas (el cual podemos activar o desactivar con el botón verde a la derecha). Para utilizar el tipo de búsqueda que nos ofrece "Free Text Search" hay que aplicar la opción Genius, buscar las palabras clave que queremos buscar, y el propio sistema nos facilitará la opción de la búsqueda booleana y podremos realizar nuestra búsqueda sin ningún tipo de problema, y hay que remarcar también que podemos hacer uso de los paréntesis que nos concretarán los resultados. Esta opción nos permite modificar la fecha de las noticias y cambiar el tipo de duplicados, que pueden ser idénticos o similares

## Búsqueda avanzada "Search from"
En la página principal de Factiva podemos ver que hay varias maneras para efectuar una búsqueda. En este caso la opción "Search from" se encuentra bajo la opción "Free Text Search". Este tipo de búsqueda consiste en buscar las palabras que queremos que aparezcan sin utilizar operadores, podemos comprobar que utiliza las mismas convenciones que la búsqueda avanzada de Google. Por lo tanto podemos concluir que esta búsqueda nos proporciona resultados muy precisos y concretos en cuanto a nuestra búsqueda. Tenemos cuatro varias opciones:
1. All of these words, es decir, que incorpore todas estas palabras.
2. At least one of these words, es decir, que aparezca al menos una de estas palabras.
3. None of these words, es decir, que no incluya ninguna de estas palabras.
4. This exact phrase, es decir, que se muestra exactamente la frase.

## Búsqueda de sentimientos positivos y negativos
Uno de los tipos de análisis más interesantes de Factiva son las noticias a través de los sentimientos. Este tipo de parámetro lo encontramos en los dos tipos de búsqueda ( "Search from" y "Free Text Search") y tenemos que aplicar uno de los filtros que dice "Factiva Expert Search" y se desplegará un menú donde encontraremos una opción que llamada "News sentimient", en el cual se repetirá el procedimiento anterior.  Al hacer clic sobre "Negative News", tal como dice su nombre todas las noticias que nos aparecerán serán negativas, aun así, no nos proporciona resultados muy deterministas. Por otra parte Factiva también nos ofrece esta opción a la inversa, es decir con noticias positivas. Sin embargo, este sistema funciona de manera aproximada ya que los resultados son más bien neutros que positivos.

## Página de resultados
La página de resultados nos permite modificar el criterio de ordenación de la información a la izquierda de todo. Por defecto la información se nos ordena por orden de relevancia pero los podemos ordenar del más reciente al más antiguo o viceversa. Por otra parte, también podemos modificar la información que recibimos. Por defecto recibiremos toda la información, pero podemos aplicar los filtros y recibir la información de Dow Jones, Todos, Publicaciones, Noticias web, Blogs, Imágenes y Multimedia. Además si queremos modificar nuestra búsqueda tan sólo tendremos que hacer clic en el botón azul a la derecha donde dice "Modificar búsqueda". Finalmente, también tenemos otra herramienta para filtrar nuestra búsqueda. A la derecha de todo podremos encontrar varias tablas de barras que nos ayudarán a explorar los resultados obtenidos, mediante varios criterios (empresas, fuentes, temas, industrias, idiomas, regiones, directivos y autores). En Factiva, cabe destacar las siguientes zonas y opciones de su página de resultados:
- En la parte superior, un resumen de los parámetros principales de la búsqueda efectuada, con indicación del número de resultados.
- También en la parte superior, las opciones de ordenación: ya sea por relevancia o por fechas (más recientes primero, o al revés).
- La zona de análisis, en la izquierda, con una distribución de las noticias en base a diferentes facetas de análisis, como temas, empresas, regiones, etc.
- La zona de documentos, en la derecha, presentando cada artículo mediante el título, la fuente y unas líneas de contenido a modo de resumen. Esta zona, a su vez, se puede mostrar de dos formas distintas, como se indica en la captura siguiente